# Zhaozhou (Daqing)
Koordinaten: 45° 44′ N, 125° 15′ O

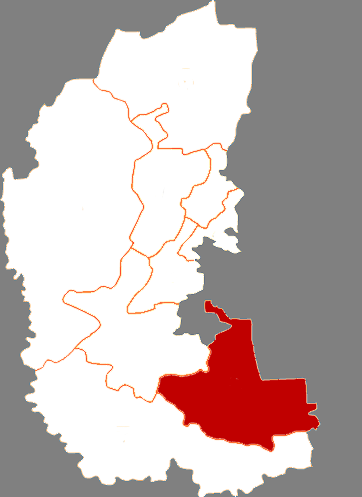
Die Lage des Kreises Zhaozhou in der Stadt Daqing

Der Kreis Zhaozhou (chinesisch 肇州县, Pinyin Zhàozhōu Xiàn) ist ein Kreis in der chinesischen Provinz Heilongjiang. Er gehört zum Verwaltungsgebiet der bezirksfreien Stadt Daqing. Zhaozhou hat eine Fläche von 2.445 km² und zählt 306.036 Einwohner (Stand: Zensus 2020).